# توپولنیتسا (استان کیوستندیل)
توپولنیتسا (به بلغاری: Topolnitsa) یک منطقهٔ مسکونی در بلغارستان است که در شهرستان دوپنیتسا واقع شده‌است.